# Bosque Formosa Esporte Clube
Il Bosque Formosa Esporte Clube, meglio noto come Formosa, è una società calcistica brasiliana con sede nella città di Formosa. Nonostante il club abbia sede nello stato del Goiás, partecipa al Campionato Brasiliense, a causa della sua vicinanza alla città di Brasilia.

## Storia
Il club è stato fondato il 21 settembre 1978, come Bosque Esporte Clube, diventando Bosque Formosa Esporte Clube negli anni 2000, e in Formosa Esporte Clube nel 2008. Ha vinto il Campeonato Brasiliense Segunda Divisão nel 1999. Il club ha adottato alla fine di nuovo il nome Bosque Formosa Esporte Clube. È stato finalista del Campeonato Brasiliense Segunda Divisão nel 2010, guadagnando così la promozione nel Campionato Brasiliense 2011.

## Palmarès

### Competizioni statali
- Campeonato Brasiliense Segunda Divisão: 2

1999, 2013